# Thermostabiles direktes Hämolysin
Das thermostabile direkte Hämolysin (TDH) ist ein Protein aus verschiedenen Vibrio parahaemolyticus und ein mikrobielles Exotoxin.

## Eigenschaften
Das thermostabile direkte Hämolysin ist ein Hämolysin. In V. parahaemolyticus wird daneben noch das thermolabile Hämolysin (TLH) gebildet.